# Catedral-basílica de Maria Rainha do Mundo

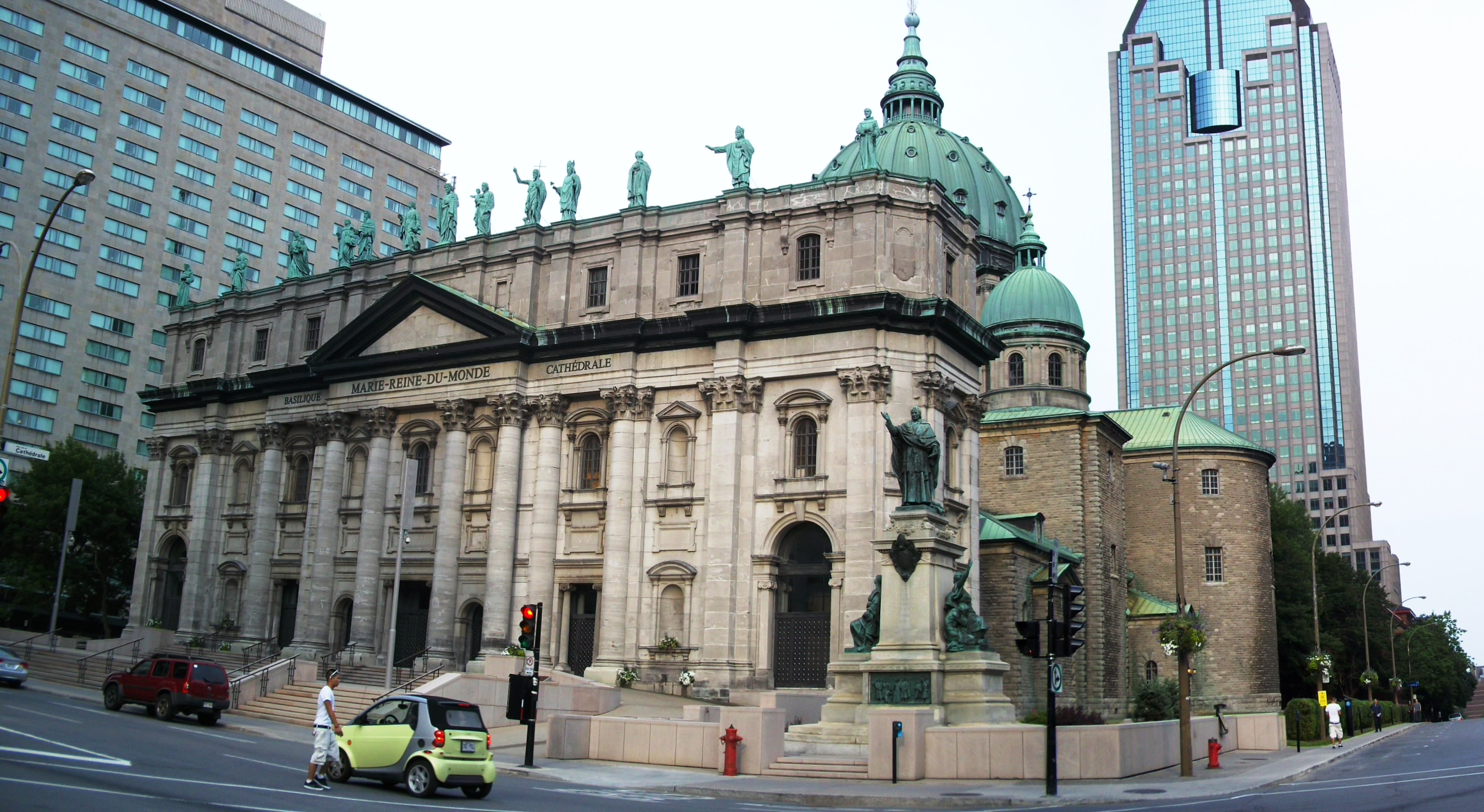
Vista da catedral

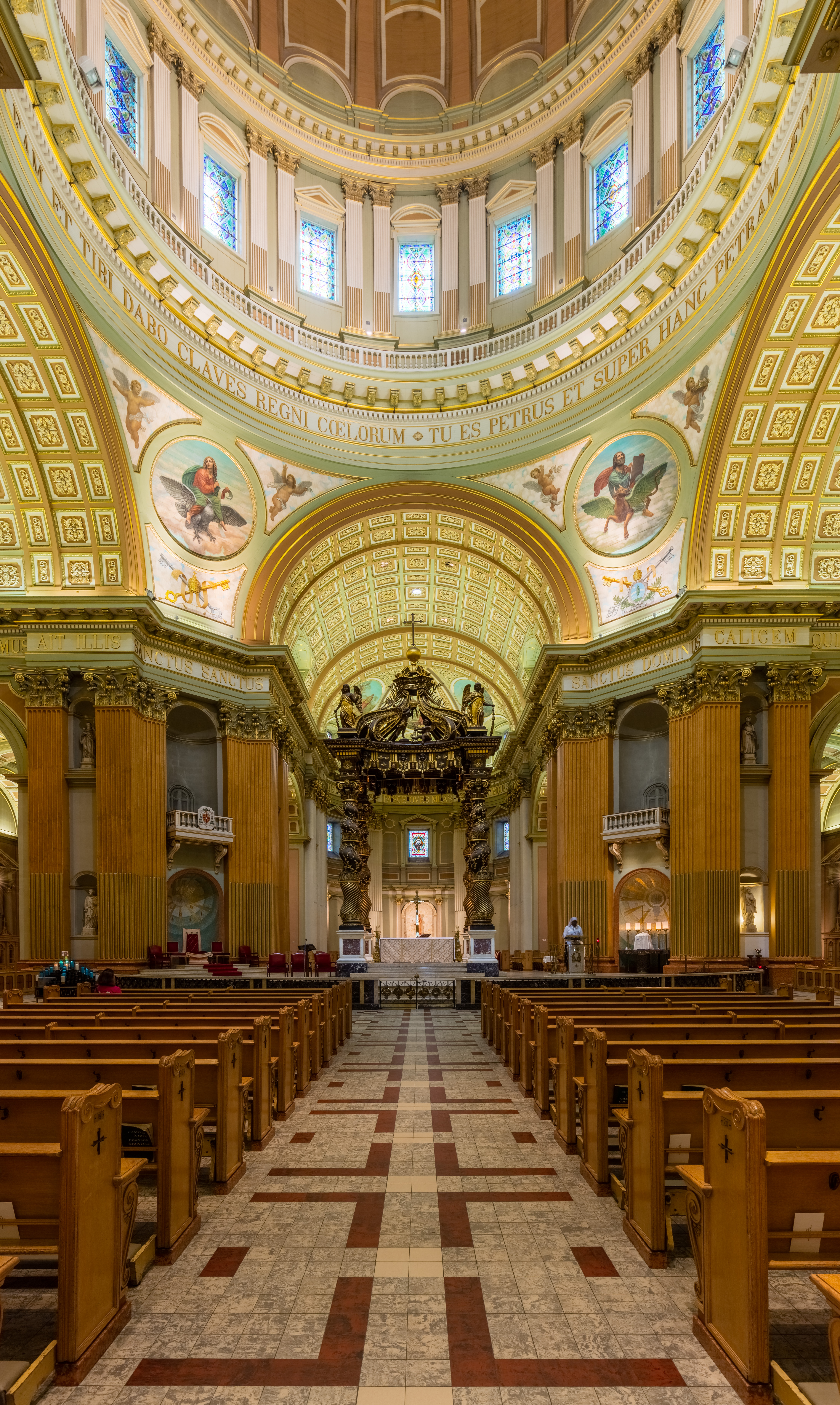
Visão interior

A catedral-basílica Maria Rainha do Mundo de Montreal é sede da arquidiocese de Montreal, no Canadá. É a terceira maior igreja do Quebec após o Oratório de São José e a Basílica de Santa Ana de Beaupré, situando-se no centro de Montreal.

## Histórico
Ignace Bourget, segundo bispo de Montreal, ordena a construção de uma nova catedral para substituir a antiga Catedral Saint-Jacques, que havia sido destruída no incêndio de Montreal de 1852.
Em 1857, após uma temporada em Roma, Bourget decide construir a futura catedral como uma réplica em escala menor da Basílica de São Pedro devido às rivalidades com a ordem dos Sulpicianos, que dominavam Montreal, e com os anglicanos, que preferiam o estilo neogótico. O local da construção também foi alvo de críticas devido à sua localização na porção oeste do centro da cidade, numa região até então predominantemente ocupada por anglófonos anglicanos.
Victor Bourgeau, o arquiteto inicial, estimou que a Basílica de São Pedro seria muito difícil de ser reproduzida mesmo em escala reduzida. O bispo, determinado em seu projeto envia Joseph Michaud ao Vaticano. Nesta época, a Santa Sé estava ameaçada pelas tropas de Vitor Emanuel II, e por isso a expedição era secreta. Tinha por objetivo estudar secretamente a basílica.
A construção iniciou-se em 1875 e a nova igreja foi consagrada a Santiago Maior em 1894 sob o nome de Catedral Santiago. Era então a maior igreja no Quebec. Em 1919 foi elevada à condição de basílica menor pelo Papa Bento XV. em 1955, foi reconsagrada à Virgem Maria pelo Papa Pio XII a pedido do Cardeal Paul-Émile Léger. 
Ao invés de estátuas dos doze apóstolos como na fachada da Basílica de São Pedro, a frente da igreja exibe estátuas de santos patronos de treze paróquias de Montreal que as doaram, incluindo a de São João Batista e a de São Patrício. O interior, também cópia da Basílica de São Pedro, inclui um baldaquino que é um modelo em escala do original de Bernini.  
Nos últimos anos, a esplanada e o nártex passaram por restaurações. A estátua exterior do bispo Bourget foi limpa e restaurada em 2005.
Em maio de 2006 a catedral foi nomeada patrimônio histórico nacional do Canadá.